# Kruszczyk Muellera
Kruszczyk Muellera (Epipactis muelleri Godfery) – gatunek byliny z rodziny storczykowatych (Orchidaceae). Występuje w środkowej i zachodniej Europie. W Polsce jest to gatunek nowy, ze względu na stosunkowo niedawne wydzielenie z gatunku kruszczyka szerokolistnego.

## Rozmieszczenie geograficzne
Takson skrajnie rzadki, znany tylko z kilku stanowisk w Sudetach i Karpatach. Pierwsze stanowisko na obszarze Polski, zostało odkryte w 2008 r. na terenie Pienin przy szlaku z polany Wyrobek na Górę Zamkową. W Sudetach stwierdzony w dwóch pasmach górskich, są to Góry Kaczawskie (m.in. góra Góra Połom, wzgórza Wapniki, okolice miejscowości Nowe Rochowice) oraz Góry Orlickie (obszar Koziej Hali koło Zieleńca).

## Morfologia
ŁodygaŻółtozielona, wiotka, do 60 cm wysokości, w górnej części filcowato owłosiona. Wyrasta z kłącza o krótkich międzywęźlach.
LiścieŻółtozielone, wyrastające w dwóch prostnicach, rynienkowate, lancetowate, o zaostrzonych szczytach i falistych brzegach. Największe są liście środkowe – mają długość 3–9 cm i szerokość 1,5–4 cm. Najwyższy z liści nieco przerasta kwiatostan.
Kwiaty18-45 kwiatów zebranych w kwiatostan długości 6–23 cm. Przysadki równowąskolancetowate. Kwiaty o barwie od białawo jasnozielonej do żółtawozielonej, dzwonkowatym kształcie, małe, lub średniej wielkości, zwieszone lub pochylone w dół. Listki w zewnętrznym okółku okwiatu mają długość 9–12 mm, szerokość 4–5 mm, w wewnętrznym długość 8–10 mm, szerokość 3,5-4,5 mm. Warżka dwuczłonowa o czarkowato wklęsłej części nasadowej. Jej podstawa ma barwę czerwonawobrązową, boki części szczytowej są białawe lub zielonkawe. Szczytowa część warżki ma szerokosercowaty kształt, odgięty w dół szczyt, jest nieco pofalowana i zielonkawożółta. W prętosłypie brak klinandrium, głowka pręcika wyrastająca na krótkiej nitce lub siedząca. Znamię wyrasta ukośnie do tyłu, poza nasadę główki pręcika, wskutek czego pyłkowiny znajdują się zaraz nad znamieniem i samoistnie na niego opadają.

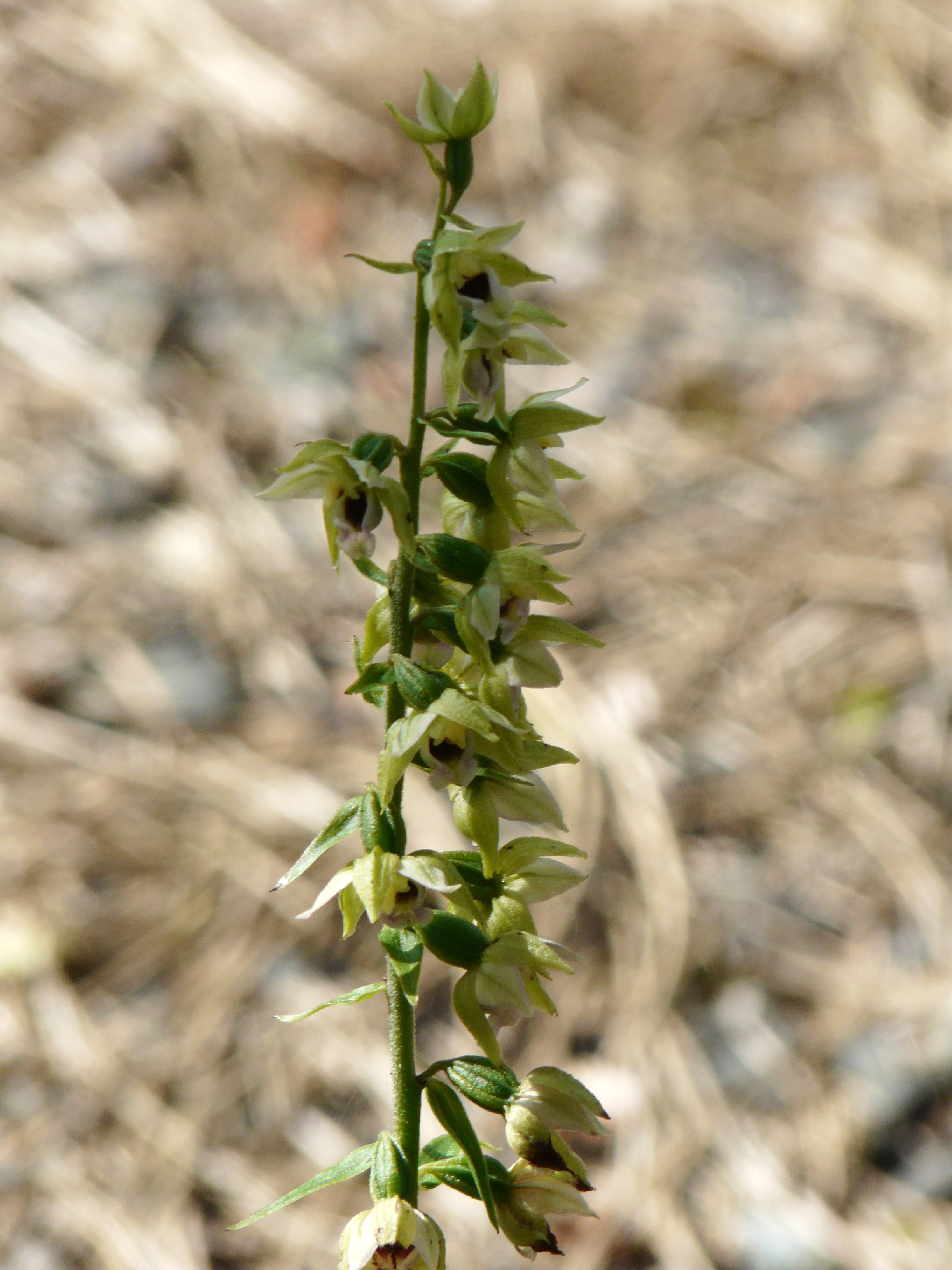
Kwiatostan
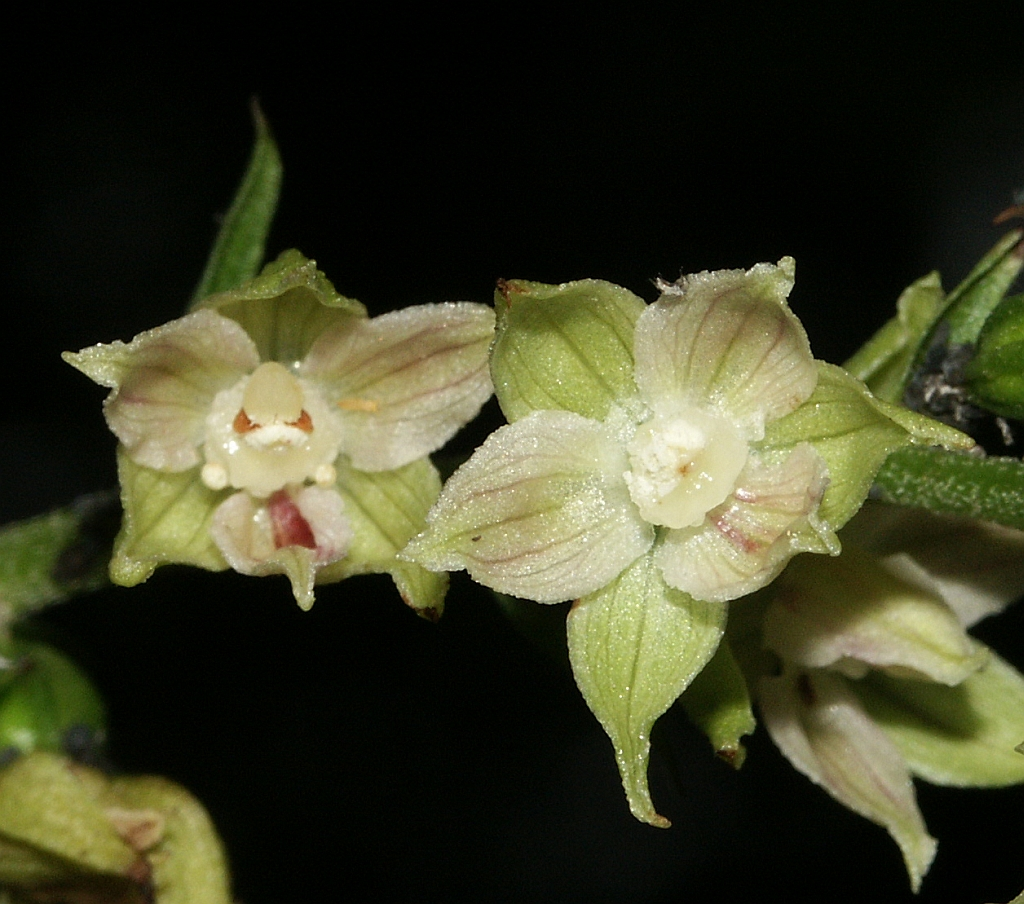
Kwiat
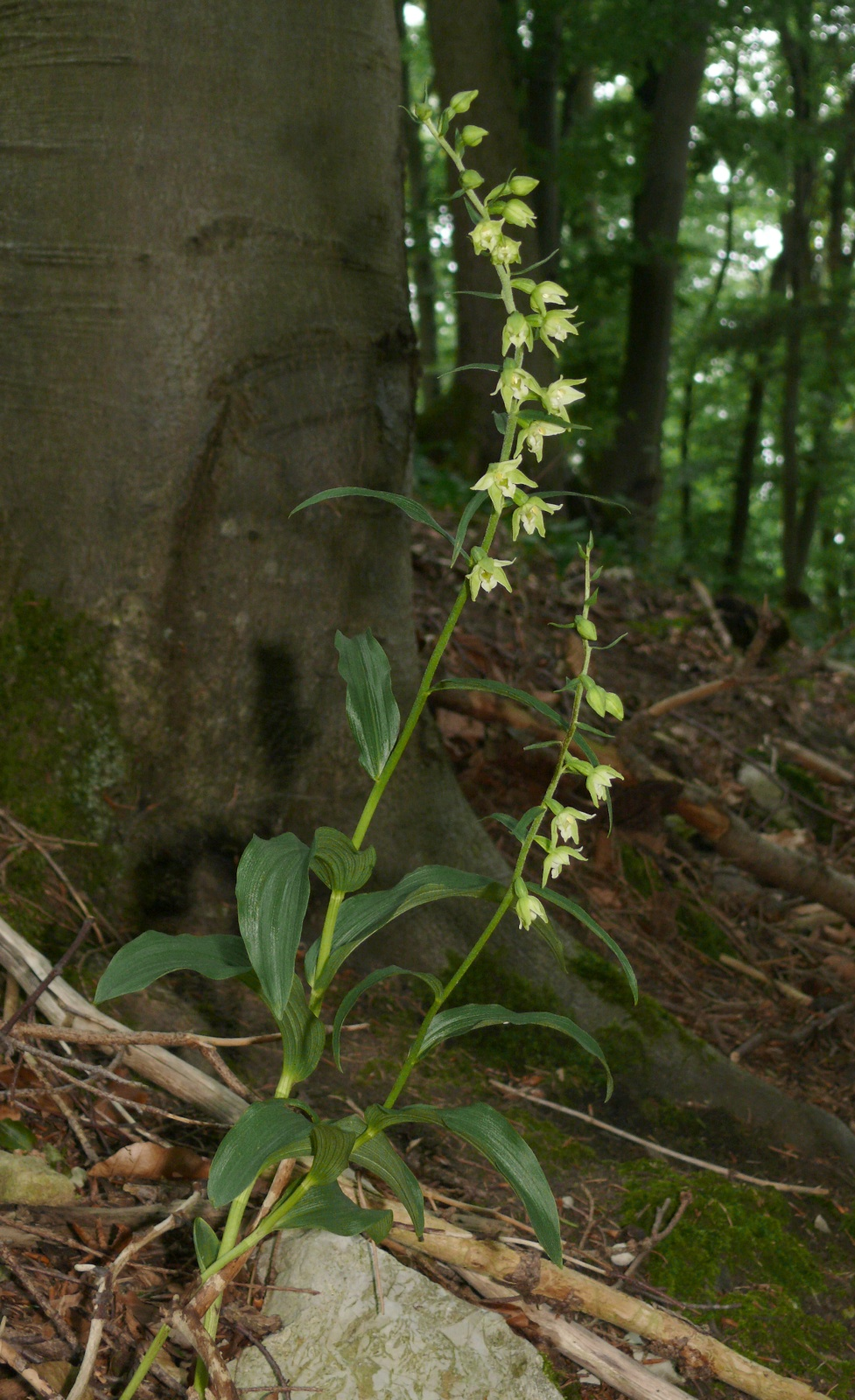
Pokrój
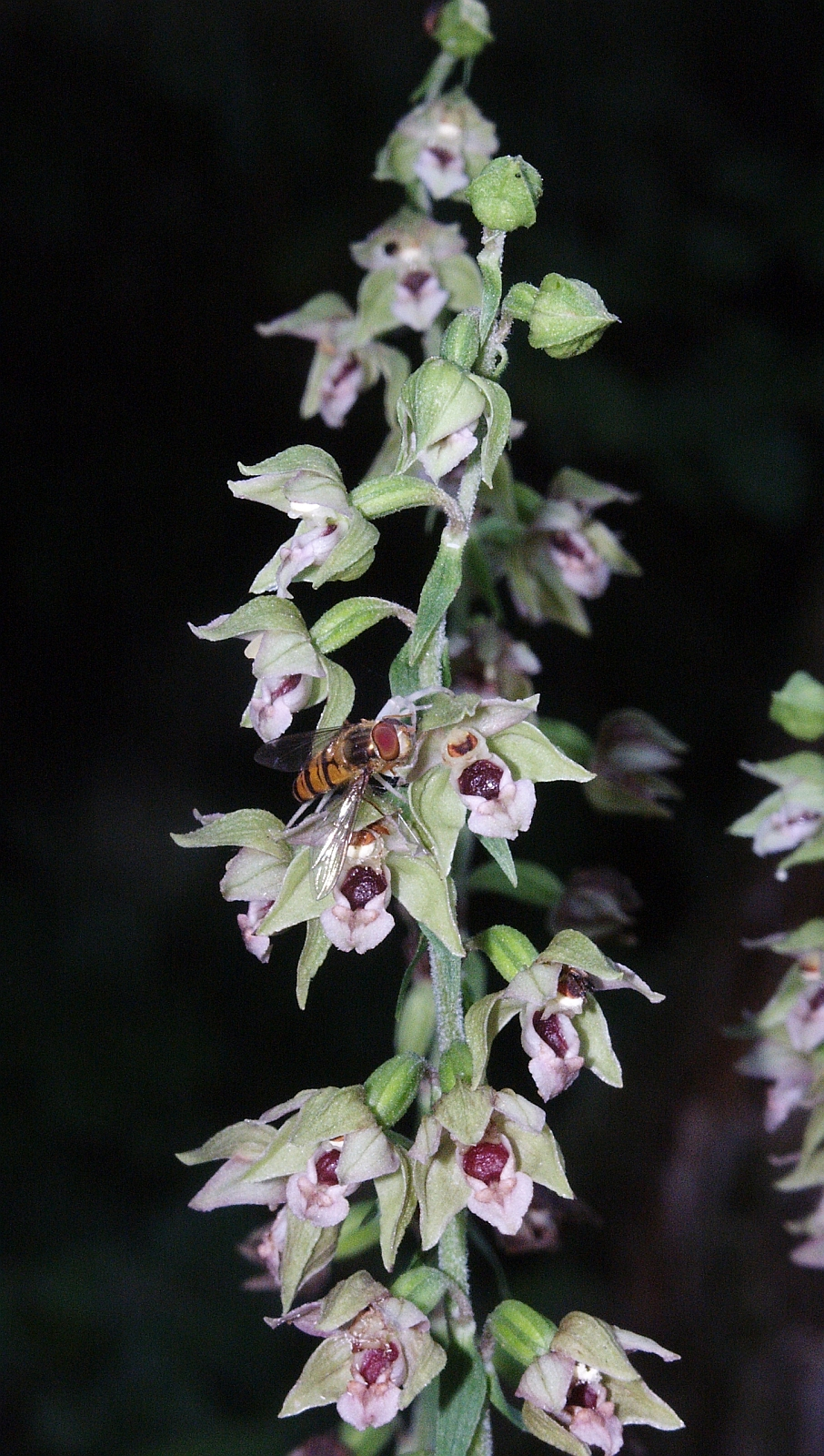
Kwiatostan

## Biologia i ekologia
Bylina, geofit. gatunek wapieniolubny. Kwitnie od czerwca do sierpnia. Rośnie na brzegach lasów, na łąkach i wrzosowiskach. Liczba chromosomów 2n = 40.

## Zagrożenia i ochrona
Roślina objęta w Polsce ścisłą ochroną gatunkową. Umieszczona na polskiej czerwonej liście w kategorii DD (stopień zagrożenia nie może być określony).